# Benoîtville
Benoîtville é uma comuna francesa na região administrativa da Normandia, no departamento Mancha. Estende-se por uma área de 8,36 km². Em 2010 a comuna tinha 636 habitantes (densidade: 76,1 hab./km²).